# Konrad Peutinger

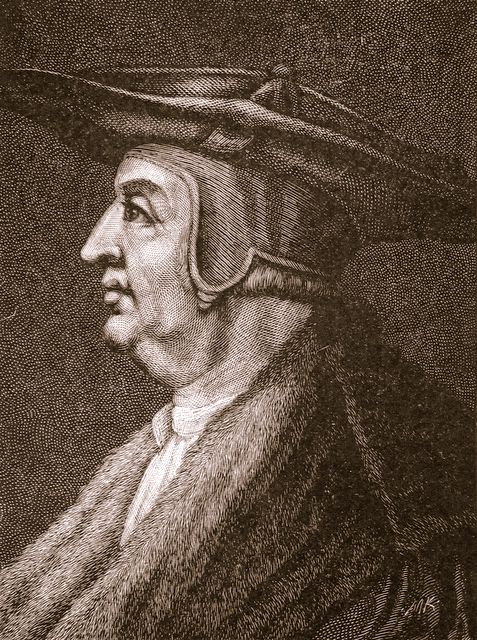
Konrad Peutinger.

Konrad Peutinger, född den 14 oktober 1465, död den 28 december 1547, var en tysk renässanshumanist.
Peutinger idkade studier vid humanismens härdar i Italien, trädde 1490 i sin hemstads, Augsburgs, tjänst och fungerade 1497-1534 som stadens sekreterare. Dels i denna egenskap, dels som den kejserliga dynastins betrodde man, tog han en betydande del i Romerska rikets inre såväl rent politiska som religionspolitiska förhandlingar. Understödd av kejsar Maximilian Peutingers livliga intresse för antikvarisk forskning, verkade han på detta område banbrytande i Tyskland, bland annat genom två av trycket utgivna arbeten, Romanæ vetustatis fragmenta in Augusta vindclicorum et ejus dioecesi (1505; 2:a, tillökade, upplagan 1520; flera senare editioner) och Sermones convivales de mirandis Germaniæ antiquitatibus (1506).
Efter Peutinger är den så kallade Peutingerska kartan uppkallad  (Tabula Peutingeriana), en på 1200-talet på 12 pergamentblad från Agrippas karta kopierad framställning av militärvägarna i största delen av Västromerska riket. Kartan påträffades i Worms av Konrad Celtes samt överlämnades till Peutinger för att ges ut. Med hans övriga samlingar stannade den efter hans död i familjens händer. Enskilda partier bekantgjordes först av Markus Welser under titel Fragmenta tabulæ antiquæ ex Peutingerorum bibliotheca (1591). 1714 upptäcktes kartan åter, bland handskrifter av Peutinger, varefter prins Eugen köpte och skänkte den till kejserliga biblioteket i Wien. Den är utgiven av F. Chr. v. Scheyb 1753, K. Mannert 1824, E. Desjardins 1869 och Miller 1888.